# Stożkówka odchodowa

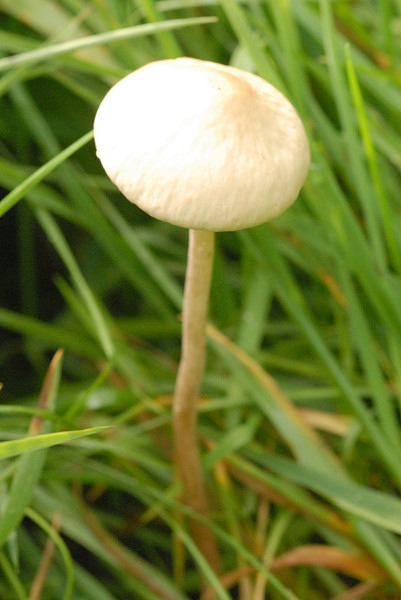

Stożkówka odchodowa (Conocybula coprophila (Kühner) T. Bau & H.B. Song) – gatunek grzybów z rodziny gnojankowatych (Bolbitiaceae).

## Systematyka i nazewnictwo
Pozycja w klasyfikacji według Index Fungorum: Conocybe, Bolbitiaceae, Agaricales, Agaricomycetidae, Agaricomycetes, Agaricomycotina, Basidiomycota, Fungi.
Po raz pierwszy opisał go w 1926 r. Robert Kühner, nadając mu nazwę Galera coprophila. Potem zaliczany był do różnych rodzajów. W 2024 roku po przeprowadzeniu analizy filogenetycznej T. Bau i H.B. Song przenieśli go do rodzaju Conocybula. Synonimy:
- Conocybe coprophila (Kühner) Kühner 1935
- Galera coprophila Kühner 1926
- Galerula coprophila (Kühner) Maire 1937
- Pholiotina coprophila (Kühner) Singer 1950

Nazwę polską zaproponował Władysław Wojewoda w 2003 r. Jest niespójna z aktualną nazwą naukową.

## Morfologia
Kapelusz
Średnica do 3 cm. Kształt początkowo dzwonkowaty lub półkulisty, potem wypukły. Jest nieco higrofaniczny; podczas suchej pogody jest kremowy, podczas wilgotnej ochrowy. Brzeg jaśniejszy i prążkowany z prześwitującymi blaszkami, bez zwieszających się resztek osłony. Powierzchnia gładka, delikatnie aksamitna, czasami przy suchej pogodzie nieco popękana. Starsze owocniki są ciemniejsze od młodych.
Blaszki
Przyrośnięte, umiarkowanie gęste, o różnej długości, początkowo ochrowe, potem brązowe, w końcu rdzawe. Ostrza blaszek nieco jaśniejsze. Zazwyczaj jest 18 głównych blaszek i 7 międzyblaszek.
Trzon
Wysokość 3–6 cm, grubość 1–3 mm, cylindryczny, zakrzywiony u dołu, zwężony na wierzchołku i nieco poszerzony u podstawy. Powierzchnia podłużnie prążkowana, drobno oprószona w części wierzchołkowej i drobno owłosiona u podstawy. Pierścienia brak.
Miąższ
Cienki, brązowawy, bez zapachu i bez smaku.
Cechy mikroskopowe
Zarodniki o rozmiarach (10,4) 11,7–13,7 (14,9) × (6,2) 6,8–7,7 (8,1) µm, najczęściej 12,94 × 7,34 µm, w widoku z przodu szerokoelipsoidalne. W 5% KOH rdzawe, w wodzie żółtoochrowe. Powierzchnia gładka, o ścianie grubości 0,5–1,0 μm. Pora rostkowa o średnicy 0,9–1,5 μm, wyraźnie widoczna. Podstawki 21,1–26,5 × 9,8–12,8 μm, średnio 23,5 × 10,9 μm, maczugowate, zazwyczaj 4-zarodnikowe, bardzo rzadko 2-zarodnikowe. Subhymenium składające się z cienkich strzępek o średnicy 2,3–5,0 μm, bezbarwnych i przezroczystych (hialinowych) i drobno chropowatych. Cheilocystydy 23,4–47,3 × 8,6–14,2 × 3,6–7,3 μm, najczęściej 31,8 × 10,5 × 5,3 μm, baryłkowate lub prawie baryłkowate, z cylindryczną szyją i zwężonym wierzchołkiem, bardzo często z naroślami i wypukłościami, mniej lub bardziej powyginane, hialinowe, w niektórych przypadkach z lekką granulacją. Brak pleurocystyd. Skórka kapelusza zbudowana z hialinowych komórek o wymiarach 20,9–44,7 × 12,0–29,7 μm, średnio 32,1 × 21,5 μm. Pileocystydy 34,9–19,3 × 107,3–17,9 × 2,7–6,0 μm, średnio 96,2 × 13,5 × 4,6 μm, giętkie, obfite. Kaulocystydy 44,7–114,4 × 11,4 –22,7 × 3,1–9,7 mm, średnio 70,1 × 15,0 × 6,1 μm, baryłkowate lub prawie baryłkowate, o szerokiej podstawie, mniej lub bardziej cylindrycznej, zwężającej się szyjce, tworzące duże pakiety. Sprzążki na strzępkach są, ale trudne do zidentyfikowania.

## Występowanie i siedlisko
Znane jest występowanie stożkówki odchodowej w niektórych krajach Europy, w zachodniej części USA i Meksyku oraz w Nowej Zelandii. W Polsce rozprzestrzenienie i częstość występowania nie są znane. W piśmiennictwie naukowym do 2003 r. podano trzy stanowiska.
Saprotrof, grzyb koprofilny rozwijający się na odchodach zwierzęcych, głównie zwierząt roślinożernych (koń, krowa). Grzyb niejadalny ze względu na podłoże, na którym się rozwija.